# Animal X (album)
Animal X è il primo album omonimo del gruppo romeno Animal X pubblicato il 15 giugno 2000.

## Il disco
È stato il primo album a rimanere 18 settimane nella top 100 romena, vendendo in totale più di 100 000 copie. Ne è stato estratto il singolo N-am crezut.

## Tracce
1. N-am crezut – 4:08
2. Fără rivali – 3:41
3. Sex – 4:10
4. Animal X – 3:58
5. Creatoru – 4:07
6. Iubirea mea – 4:07

## Formazione
- Şerban Copot
- Alexandru Salaman
- Laurenţiu Penca